# قوات سهل نينوى (مسيحية)
قوات سهل نينوى (بالسريانية: ܚܝ̈ܠܘܬܐ ܕܕܫܬܐ ܕܢܝܢܘܐ) هي جماعة مسلحة تشكلت في 6 يناير 2015 من قبل مسيحيين سريان في العراق، بالتعاون مع البيشمركة، للدفاع ضد تنظيم داعش. سهل نينوى منطقة في قلب وطن السريان. الجماعة مرتبطة مع حزب بيت نهرين الديمقراطي. واتحاد بيث نهرين الوطني. شاركت في معركة الموصل (2016–17).

## وصلات خارجية
- قوات سهل نينوى  على فيسبوك.
- قوات سهل نينوى على تويتر.